# Letzte Nacht in Twisted River
Letzte Nacht in Twisted River (Originaltitel: Last Night in Twisted River) ist ein 2009 auf Englisch und 2010 auf Deutsch erschienener Roman von John Irving. Die Übersetzung stammt von Hans M. Herzog.

## Handlung
Die Handlung umspannt fünf Jahrzehnte und handelt von einem Jungen und seinem Vater, die nach einem tragischen Unfall aus der Holzfällersiedlung Twisted River am Androscoggin River im Norden von New Hampshire flüchten. Während der Flucht wächst der Junge heran und wird ein berühmter Schriftsteller von acht halb-autobiografischen Romanen. 

## Konzept
Letzte Nacht in Twisted River wurde über einen Zeitraum von 20 Jahren hinweg konzipiert und niedergeschrieben. Der Roman weist die Struktur einer Schachtelgeschichte auf, die die Entwicklung eines Romanciers und den Schreibprozess zeigt. Irving verwendet viele der Themen und Motive, die auch seine früheren Romane prägen, so z. B. ungleiche Beziehungen zwischen Mann und Frau, der Verlust geliebter Menschen, die Darstellung von Sex und Gewalt, Bären und die Landschaft Neu-Englands. Die Karriere des Schriftstellers im Buch ähnelt der Karriere von Irving selbst, so dass Letzte Nacht in Twisted River Irvings bisher autobiografischster Roman ist.

## Resonanz
Der Roman stand auf der Times-Liste der am meisten erwarteten Filme, Bücher, TV-Shows, Alben und Ausstellungen des Jahres 2009.